# Maximilian Fretter-Pico
Maximilian Fretter-Pico (ur. 6 lutego 1892 w Karlsruhe, zm. 22 marca 1984 w Kreuth am Tegernsee) – niemiecki wojskowy, generał artylerii Wehrmachtu.

## Życiorys
W dniu 20 października 1910 roku wstąpił na ochotnika do armii wirtemberskiej jako kandydat na oficera w 1 Badeńskim pułku artylerii polowej nr 14. W dniu 27 stycznia 1912 roku ukończył szkołę wojskową w Danzig i otrzymał stopień oficerski. Następnie pełnił służbę w 1 Badeńskim pułku artylerii polowej.
Po wybuchu I wojny światowej wraz z pułkiem udał się na front, gdzie w krótkim czasie został dwukrotnie ranny i trafił do szpitala. Po wyzdrowieniu w 1915 roku wrócił na front i został dowódcą plutonu artylerii przeciwbalonowej i funkcję tę pełnił do maja 1916 roku. W dniu 7 maja 1916 roku został adiutantem nowo utworzonej Brygady Piechoty Landwehry, 13 sierpnia 1916 roku został oficerem sztabu 6 Dywizji Piechoty Landwehry, a w kwietniu 1917 roku został adiutantem 56 Brygady Piechoty Landwehry. W 1918 roku został oficerem sztabu Grupy Armii feldmarsz. ks. Albrechta i funkcję tę pełnił do końca I wojny światowej.
Po zakończeniu wojny wstąpił do Reichswehry, początkowo był oficerem w sztabie 1 Dywizji Piechoty w Królewcu, a 1 października 1921 został oficerem sztabu 1 pułku artylerii tej dywizji. Następnie został oficerem sztabu 1 Okręgu Wojskowego. W dniu 1 kwietnia 1923 roku został przeniesiony do Ministerstwa Obrony, gdzie pracował w departamencie wojsk lądowych (T 1) Biura Armii. 1 października 1925 roku został przeniesiony do 6 pułku artylerii, gdzie odbył roczną praktykę dowódczą i ponownie 1 października 1926 roku wrócił do pracy w Ministerstwie Obrony, gdzie pracował do 1927 roku. Po czym został dowódcą baterii w 6 pułku artylerii, a następnie po ukończeniu kursu w szkole kawalerii w dniu 1 października 1930 roku został oficerem 1b sztabu 1 Dywizji Kawalerii, a 1 października 1933 roku został oficerem 1a sztabu 3 Dywizji Piechoty  i tę funkcję pełnił do czasu utworzenia Wehrmachtu.
W dniu 1 października 1934 roku został oficerem sztabu Garnizonu Frankfurtu nad Odrą, który został następnie przekształcony w dowództwo okręgu wojskowego. Jesienią 1935 został przeniesiony do Dowództwa Wojsk Lądowych, gdzie pracował do 1938 roku. Po czym został szefem sztabu Grenztruppen Saarpfalz. Funkcję tę pełnił do wybuchu II wojny światowej.
Po wybuchu II wojny światowej Grenztruppen Saarpflaz została przekształcona w XXIV Korpus Armijny, który zajmował pozycje obronne na zachodzie Niemiec, w okresie trwania tzw. dziwnej wojny, a następnie w kampanii francuskiej.  1 marca 1941 roku został odwołany ze stanowiska i przeniesiony do rezerwy kadrowej, lecz już w kwietniu został dowódcą 97 lekkiej Dywizji Piechoty i jako jej dowódca wziął udział w atak na ZSRR.
27 grudnia 1941 został dowódcą XXX Korpusu Armijnego i dowodził nim do  1944 roku, korpus ten walczył w tym czasie na froncie wschodnim, w tym czasie w okresie od grudnia 1942 do lutego 1943 roku dowodził Grupą Armijną Fretter-Pico, która składała się z XXX Korpusu oraz oddziałów 6 Armii, które nie znalazły się w kotle stalingradzkim. W lipcu 1944 roku został dowódcą 6 Armii i dowodził nią do grudnia 1944 roku.
Po odwołaniu ze stanowiska dowódcy armii był w dyspozycji OKH, w marcu 1945 roku został asesorem w sądzie wojskowym i uczestniczył w rozprawie gen. Waltera Friesa. W marcu 1945 roku został dowódcą sztabu mobilizacyjnego IX Korpusu Armijnego, a następnie komendantem IX Okręgu Wojskowego w Kassel, którego był komendantem do końca wojny.
W maju 1945 roku dostał się do niewoli amerykańskiej, w której przebywał do 1947 roku. Po zwolnieniu z obozu zamieszkał w Kreuth am Tegernsee, gdzie zmarł.

## Awanse

### Armia Cesarstwa Niemieckiego
- kandydat na oficera (Fahnenjunker) (20.10.1910)
- podporucznik (Leutnant) (27.01.1912)
- porucznik (Oberleutnant) (18.09.1915)
- kapitan (Hauptmann) (18.10.1918)

### Wehrmacht
- major (Major) (01.04.1932)
- podpułkownik (Oberstleutnant) (01.03.1935)
- pułkownik (Oberst) (01.08.1937)
- generał  major (Generalmajor) (01.03.1941)
- generał porucznik (Generalleutnant) (01.02.1942)
- generał artylerii (General der Artillerie) (01.06.1942)

## Odznaczenia
- Krzyż Rycerski Krzyża Żelaznego z Liśćmi Dębu (16.01.1944)
- Krzyż Rycerski Krzyża Żelaznego (26.12.1941)
- Złoty Krzyż Niemiecki (19.09.1942)
- Krzyż Żelazny kl. I (1914)
- Okucia do Krzyża Żelaznego kl. I (1940)
- Okucia do Krzyża Żelaznego kl. II (1940)
- Krzyż Rycerski kl. II z mieczami Orderu Lwa Zeryngeńskiego
- Hamburski Krzyż Hanzeatycki